# Dextrine

Structure de la dextrine, un polyoside.

Fragment de dextrine montrant les liaisons osidiques α-(1→4) et α-(1→6).

Les dextrines sont définies par l'Union internationale de chimie pure et appliquée (UICPA) de la façon suivante : "Poly-α-d-glucosides of intermediate chain length derived from starch components (amylopectins) by the action of amylases (starch hydrolysing enzymes).[Des poly-α-d-glucosides de longueur intermédiaire dérivés des composés de l'amidon (amylopectines) par l'action des amylases (les enzymes qui hydrolysent l'amidon)]. Ils ne faut pas les confondre avec les "dextranes".
On peut imaginer que ces composés sont également obtenus obtenus par chauffage de l'amidon ou par son hydrolyse acide. On les trouve sous forme de poudre blanche, jaune ou brune. Elles sont plus ou moins solubles dans l'eau et donnent les solutions incolores et dextrogyres.

## Description
Les dextrines sont des mélanges de gluco-oligosides ou oligosides de glucose en chaînes linéaires dont les unités de glucose sont liées par des liaisons osidiques du type α-(1,4). Ces chaînes sont reliées entre elles par des liaisons osidiques α-(1,6). Les amylopectines ramifiées et le glycogène contiennent eux-mêmes des liaisons osidiques α-(1,6) que les α-amylases ne peuvent pas hydrolyser : par conséquent leur digestion produit un mélange de dextrines.

## Utilisations
Les dextrines jaunes sont utilisées dans des colles à l'eau (enveloppes), dans des additifs pour le moulage en sable, des liants pour la gouache et dans l'impression des tissus.
Les dextrines blanches sont utilisées dans les excipients des médicaments, les papiers couchés, les liants dans les feux d'artifice. Étant peu digestibles, elles constituent des fibres alimentaires solubles.
Elles peuvent être utilisées comme stabilisant émulsifiant et épaississant, ainsi que comme agent décoratif de surface. Elles peuvent être utilisées dans les adhésifs protecteurs et les agents de suspension, ainsi que pour le traitement d'encollage du papier, à l'encollage des textiles et à la préparation des encres.

## Produits connexes
- Maltodextrines : elles résultent d'une hydrolyse assez poussée de l'amidon. Elles sont constituées de polyosides de petite taille (moins de vingt unités de glucose), y compris du glucose. Celles qui ont une forte teneur en glucose sont classées dans la catégorie des sirops de glucose.

- Isomaltose. La dextrine la plus courte est l'isomaltose (Glcα1→6Glc) de formule brute C12H22O11. Comme le maltose, elle est constituée de deux unités de glucose, mais la liaison osidique est α-(1,6) au lieu de α-(1,4).

- Cyclodextrines : elles ont la même formule chimique que les dextrines (C6H10O5)n). Elles sont formées par dégradation enzymatique de l'amidon. Elles sont cycliques et sont au nombre de trois avec respectivement n = 6, 7 ou 8 unités de glucose. Leurs applications sont très nombreuses et complètement différentes de celles des dextrines proprement dites.

## Commerce
La France est exportatrice de dextrine. Ainsi, pendant la période juillet 2015-juin 2016, environ 14 000 tonnes ont été exportées mensuellement au prix moyen de 820 €/t, contre seulement 1 000 tonnes importées.